# Mark Slaughter

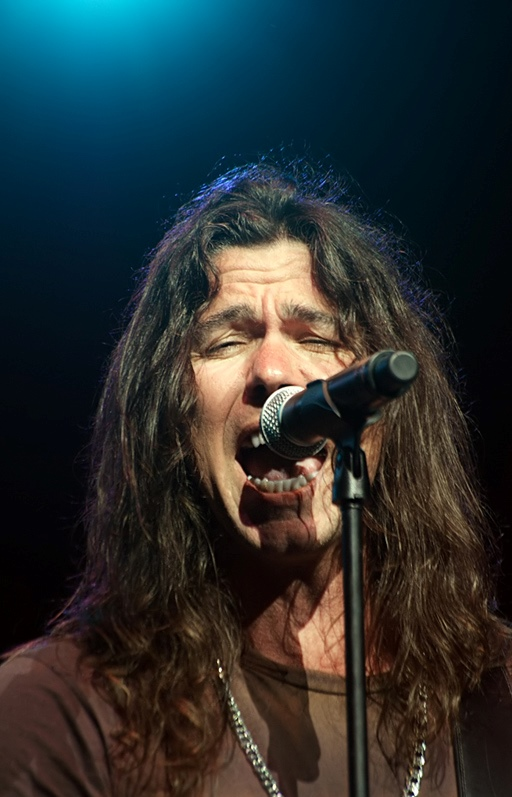
Mark Slaughter

Mark Allen Slaughter, född 4 juli 1964 i Las Vegas, Nevada, är grundare, sångare och även lite gitarrist i glam/hårdrocksbandet Slaughter innan det, var han ledsångare i Vinnie Vincent Invasion under turnéerna samt på andra och sista albumet All systems Go, tillsammans med sin bandkollega, Dana Strum

## Biografi
Slaughter växte upp i Las Vegas. Han började med musik när han var 11 år. Efter att han lärt sig grunderna, lärde han sig det mesta själv. Han spelare både keyboard och gitarr. När han gick i skolan hade han en sångtränare som lärde honom att sjunga rent.
Han var i olika band som till exempel; Xcursion, Roz Parade och Vinnie Vincent Invasion, innan han startade Slaughter år 1988, med Dana Strum. Han lämnade Vinnie Vincent Invasion med Dana Strum på grund av meningsskiljaktigheter med chefen, Vinnie Vincent(ex-Gitarrist i Kiss).
Slaughter bor just nu i Nashville med sin fru Rebecca och sina två söner, Brandon och Elijah.